# Bahnhof Fürstenberg (Havel)
Der Bahnhof Fürstenberg (Havel) (bis 1951 Fürstenberg (Meckl)) liegt an der Berliner Nordbahn in der Stadt Fürstenberg/Havel und wurde 1877 eröffnet. Der Verkehr auf der abzweigenden Strecke nach Templin endete 1996. Die Bahnhofsanlage mit Empfangsgebäude und weiteren Bauten steht seit 2017 unter Denkmalschutz.

## Lage und Name

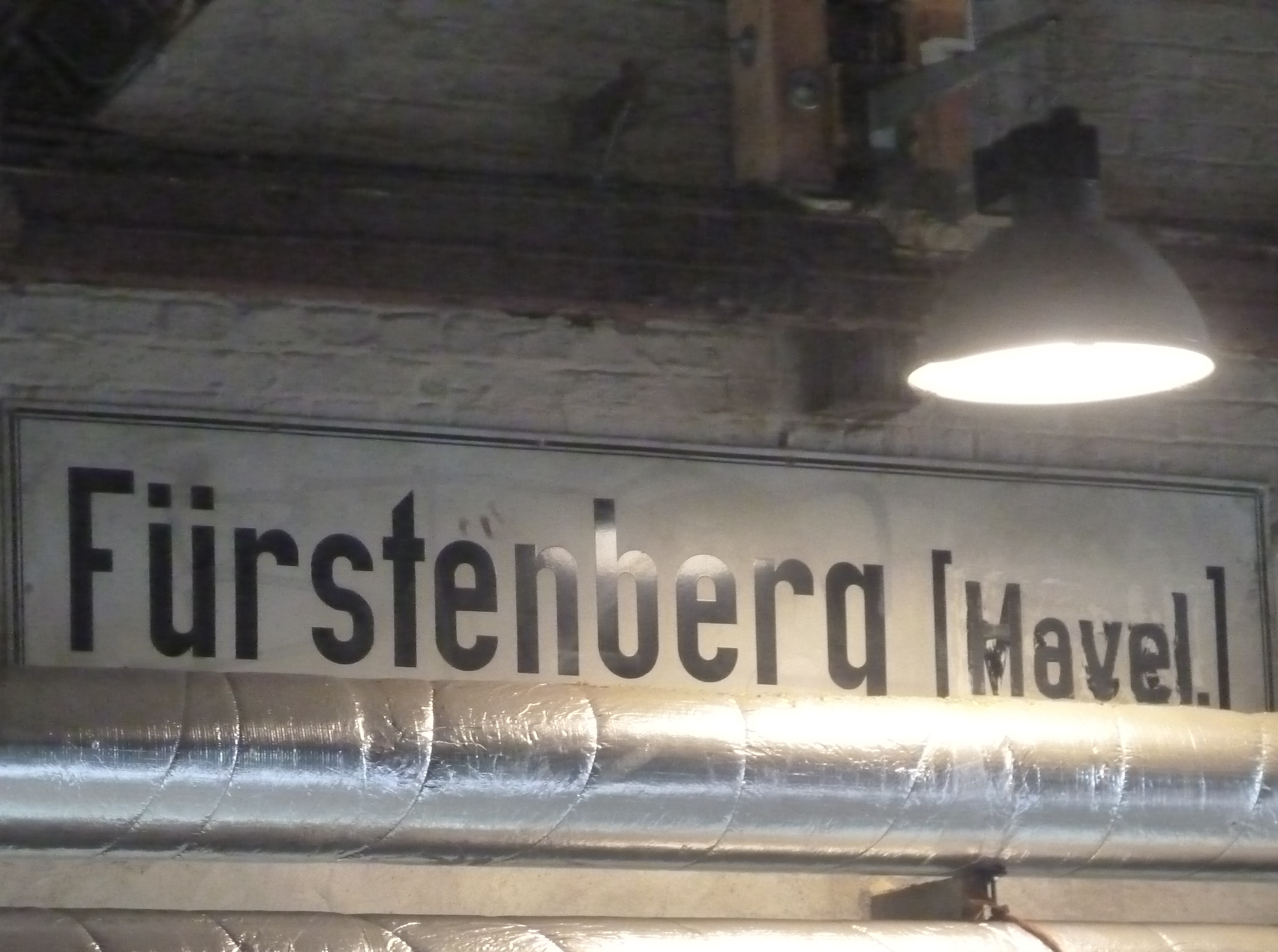
Früheres Bahnhofsschild von Fürstenberg (Havel), ehemals Fürstenberg (Meckl), nun im DB Museum Halle

Der Bahnhof liegt in der Stadt Fürstenberg/Havel im Landkreis Oberhavel im Norden des Landes Brandenburg unweit des Stadtzentrums von Fürstenberg etwa 500 Meter westlich vom Marktplatz. Er entstand am Streckenkilometer 78,04 der von Berlin über Neustrelitz nach Stralsund führenden Berliner Nordbahn. Ausgangspunkt der Streckenkilometrierung ist der alte Nordbahnhof in Berlin (später Bahnhof Berlin Eberswalder Straße). Die Strecke verläuft im Bahnhofsbereich annähernd in Süd-Nord-Richtung, im südlichen Bahnhofsbereich überquert die Bahnstrecke die Havel. Nördlich der Bahnsteige mündet aus Richtung Osten die mittlerweile stillgelegte Bahnstrecke aus Britz über Templin ein. Die in Britz beginnende Strecke führt die Kilometrierung der aus Berlin kommenden Stettiner Bahn fort. Somit liegt der Bahnhof Fürstenberg am Streckenkilometer 123,2 gezählt vom ehemaligen Stettiner Bahnhof in Berlin (jetzt Berlin Nordbahnhof) über Eberswalde und Britz.
Fürstenberg liegt im Fürstenberger Werder, einem schmalen von Nordwesten nach Südosten reichenden Landzipfel, der bis 1950 zu Mecklenburg gehörte, während die angrenzenden Gebiete preußisch war. Die Grenze zwischen Mecklenburg und Preußen verlief unmittelbar nördlich der Bahnsteige, so dass der nördliche Bahnhofsteil mit dem Abzweig der Strecke nach Templin bereits in Preußen lag.
Ursprünglich trug der Bahnhof den Namen Fürstenberg i. Mecklenburg bzw. Fürstenberg i. M., ab 1888 Fürstenberg (Meckl). Nachdem die Stadt Fürstenberg im Jahr 1950 zu Brandenburg gekommen war, wurde der Namenszusatz der Bahnhofsbezeichnung geändert. Seit 1. August 1951 heißt er Fürstenberg (Havel). Im Unterschied zur Stadt, die sich heute mit Schrägstrich Fürstenberg/Havel schreibt, wird der Bahnhofsname mit Klammern geschrieben.

## Geschichte
Mitte des 19. Jahrhunderts gab es verschiedene Bestrebungen, die zu Preußen gehörende Hafenstadt Stralsund mit einer Eisenbahnstrecke mit Berlin zu verbinden. Eine Strecke auf dem annähernd kürzesten Weg über Fürstenberg, Neustrelitz und Neubrandenburg wurde schon in einer Denkschrift von 1844 favorisiert. Diese sah einen ähnlichen Streckenverlauf vor wie die über 30 Jahre später tatsächlich gebaute Strecke mit einem Bahnhof im Westen der Stadt. Sie verwies jedoch darauf, dass statt einer Station im damals in Mecklenburg-Strelitz liegenden Fürstenberg auch ein Verlauf über den östlich angrenzende, zu Preußen gehörenden Ort Ravensbrück denkbar wäre. Die damaligen Pläne wurden nicht verwirklicht.

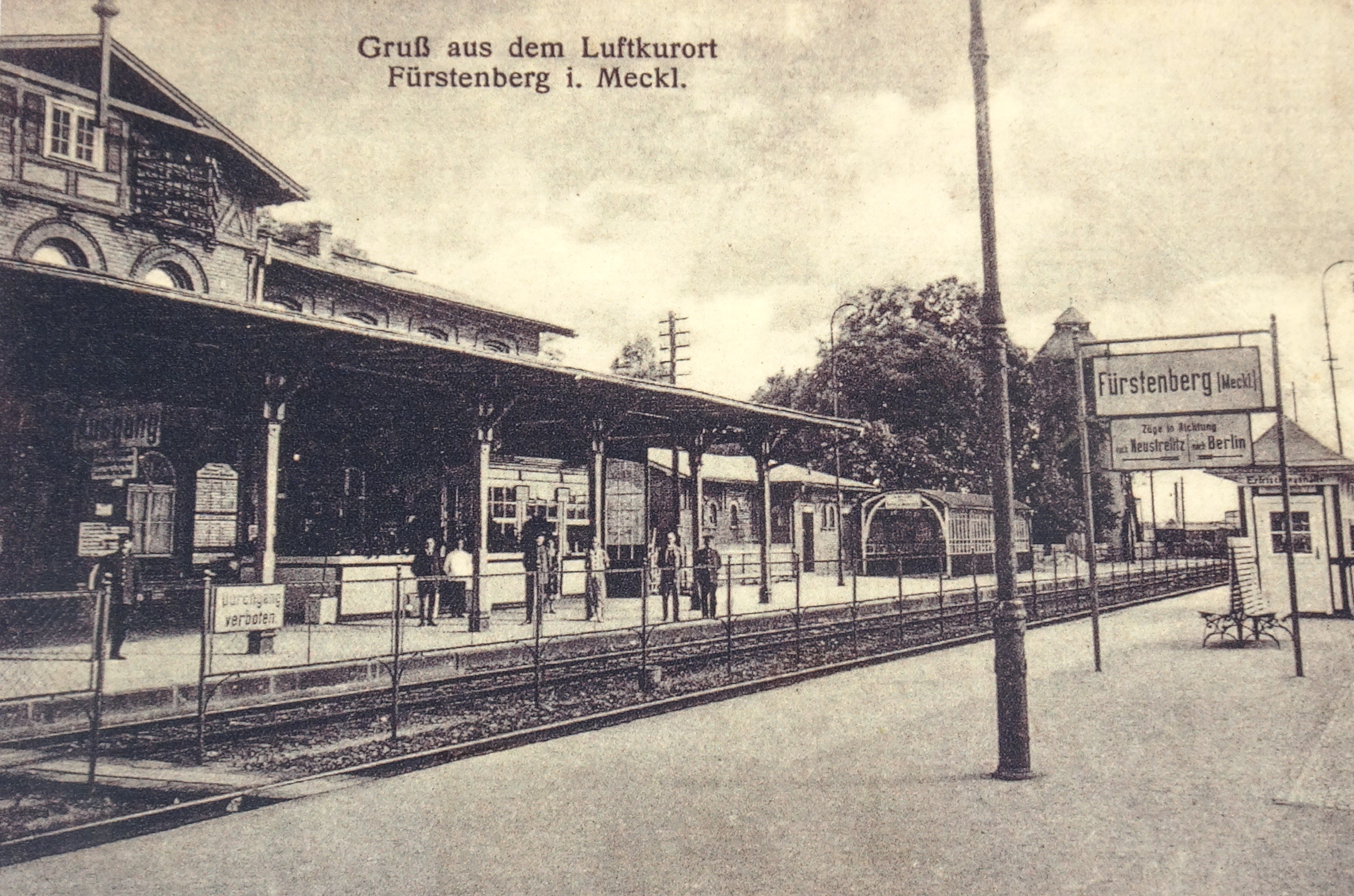
Bahnhof um das Jahr 1930 (Bild auf Informationstafel vor dem Bahnhof)

Stralsund wurde Anfang der 1860er Jahre zunächst mit der Bahnstrecke Angermünde–Stralsund über Prenzlau, Pasewalk und Greifswald an das Bahnnetz angeschlossen. Auch danach gab es weiterhin anhaltende Bestrebungen für eine weitere Strecke von Berlin nach Stralsund über Fürstenberg und Neustrelitz, die auch von Großherzog Friedrich Wilhelm von Mecklenburg-Strelitz, in dessen Herzogtum Fürstenberg, Neustrelitz und Neubrandenburg lagen, nachhaltig unterstützt wurden. Dennoch dauerte es weiter mehr als ein Jahrzehnt, bis die Strecke über Fürstenberg tatsächlich gebaut werden konnte.
Planungen von Mitte der 1860er Jahre sahen einen Streckenverlauf etwa eine halbe Meile westlich von Fürstenberg vor, wo die Bedingungen für den Bau einer Havelquerung einfacher waren als in Stadtnähe. Zeitgenössische Bericht meinten, dass dieser Verlauf „keineswegs einen Vortheil für die zwar an Größe unbedeutende, jedoch einen bedeutenden Handel mit Getreide und Rohproducten treibende Stadt“ darstellen könne. Bei der tatsächlichen Realisierung der Strecke wurde zehn Jahre später schließlich eine stadtnahe Havelquerung gebaut und der Bahnhof entstand direkt am Rande der Altstadt.
Am 10. Juni 1877 ging die Berliner Nordbahn zunächst zwischen Berlin und Neubrandenburg und damit auch der Bahnhof Fürstenberg in Betrieb, am 15. Mai 1878 war die Gesamtstrecke bis Stralsund fertiggestellt. 1886 nahm der Deutsch-Nordische Lloyd die auch als Lloydbahn bekannte Bahnstrecke Neustrelitz–Warnemünde in den Betrieb. Damit wuchs auch die Bedeutung des südlichen Teils der Berliner Nordbahn mit dem Bahnhof Fürstenberg, wobei die Verbindung nach Rostock wichtiger als die nach Stralsund wurde. Mit der 1899 eröffneten Bahnstrecke Britz–Fürstenberg wurde der Bahnhof zum Trennungsbahnhof. Anfang des 20. Jahrhunderts wuchs auch die Bedeutung des Bahnhofs für den Güterverkehr, nachdem eine Reihe von Industriebetrieben in der Stadt entstanden. Auch im Reiseverkehr ergaben sich mit der Entwicklung der Stadt zum Luftkurort neue Aufgaben. Mitte der 1930er Jahre wurde die Bahnhofsanlage umgebaut und das Empfangsgebäude erweitert.
1938 begann im benachbarten Ravensbrück der Bau des dortigen Frauenkonzentrationslagers, wo Zehntausende Frauen inhaftiert wurden. Der Bahnhof Fürstenberg (Havel) wurde Ziel von Hunderten Gefangentransportzügen aus Deutschland und den im Zweiten Weltkrieg besetzten Gebieten und wurde offiziell als „Bhf für das Gefangenenlager Ravensbrück“ geführt.

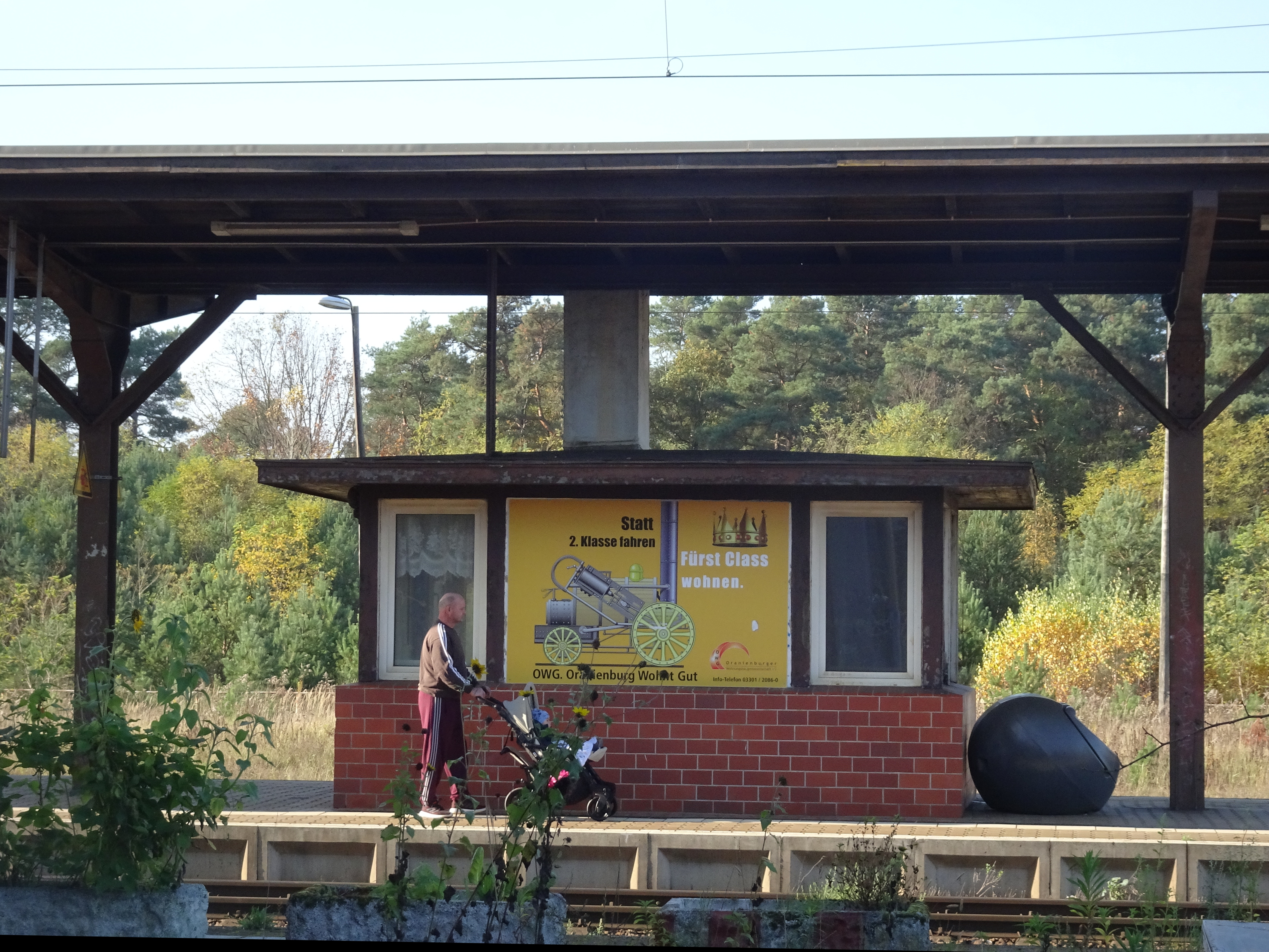
Der Mittelbahnsteig erhielt seine Gestalt beim Umbau um 1930. Aus dieser Zeit stammt auch das Aufsichtshäuschen.

Nach Ende des Zweiten Weltkriegs wurde das zweite Streckengleis der Nordbahn als Reparationsleistung beseitigt, die Strecke von Neustrelitz in Richtung Rostock sogar auf weiten Abschnitten komplett abgebaut. Um 1960 wurde die Eisenbahnverbindung Berlin – Fürstenberg – Neustrelitz – Rostock als leistungsfähige Eisenbahnverbindung ausgebaut. Die Strecke von Neustrelitz in Richtung Rostock wurde in teilweise neuer Trassierung wiederaufgebaut, auch die Nordbahn bis Neustrelitz erhielt ihr zweites Gleis wieder. Südlich des Bahnhofs Fürstenberg wurde die Strecke neu trassiert. Im Nordteil des Bahnhofs Fürstenberg (Havel) war ein großer Gleisjochmontageplatz entstanden, der auch nach Fertigstellung der Ausbaustrecke weiter in Betrieb blieb und bis Anfang der 1990er genutzt wurde.
Am 25. November 1963 entgleisten im Bahnhof Fürstenberg (Havel) die Lokomotive und zwei Wagen des Zuges D 24. Die Lokomotive stürzte um, dadurch wurden drei Eisenbahner getötet.
Am 21. April 1984 wurde der elektrische Betrieb aus Richtung Süden bis zum Bahnhof Fürstenberg (Havel) aufgenommen; am 2. Juni folgte der nordwärts anschließende Abschnitt von Fürstenberg über Neustrelitz bis Adamsdorf, bis 1985 war die Gesamtverbindung bis Rostock elektrifiziert.

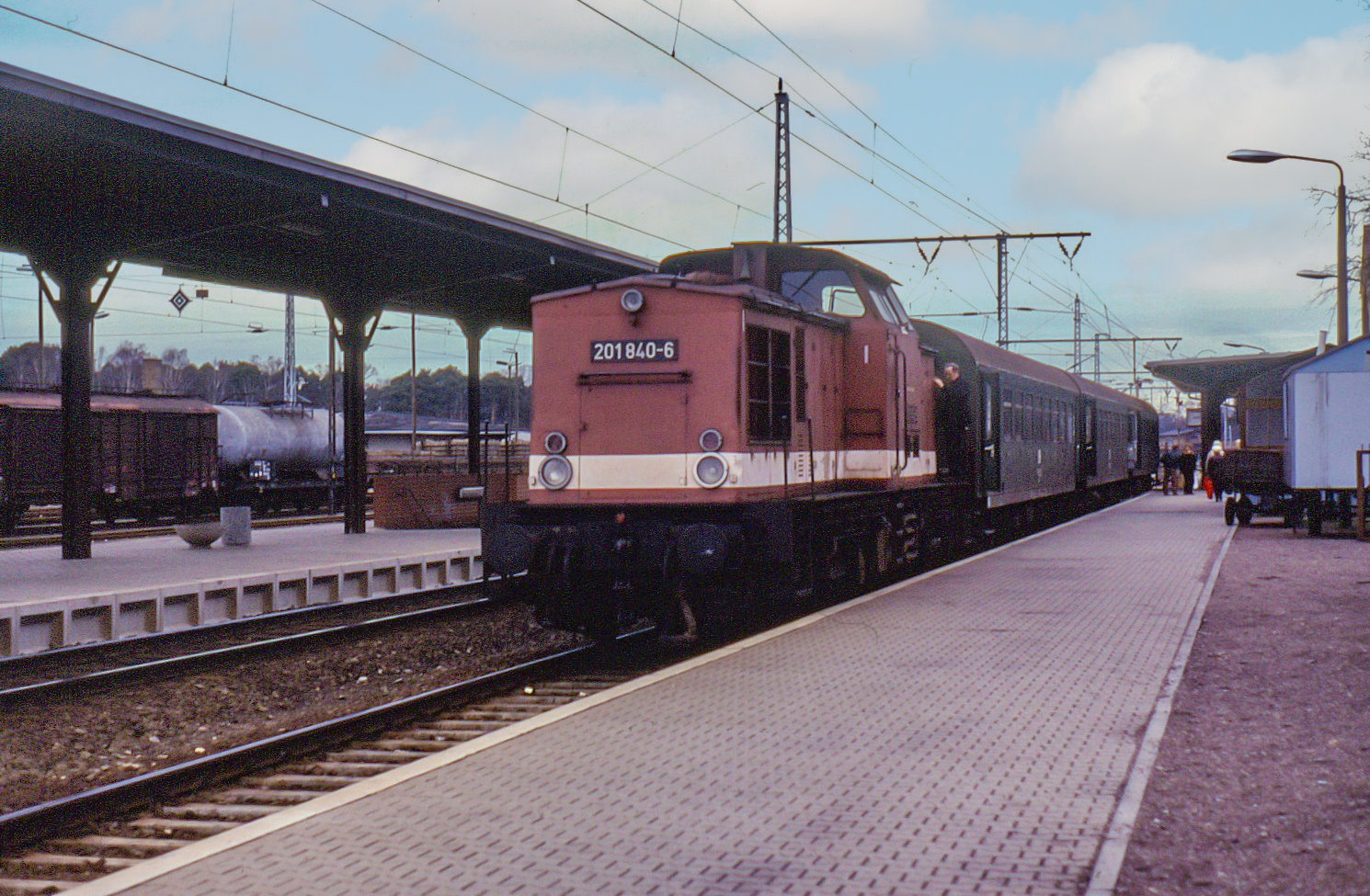
Regionalbahn aus Templin 1993, drei Jahre vor der Einstellung des Verkehrs

Nach 1990 änderte sich die Verkehrsnachfrage bei der Eisenbahn. Viele Güterverkehrskunden wurden geschlossen oder stellten ihre Bedienung auf das Auto um. Fürstenberg verlor nach und nach seinen kompletten Güterverkehr. Die einst umfangreichen Anlagen wurden weitgehend zurückgebaut.
Der Jochmontageplatz wurde geschlossen, auf ihm entstand nach 2000 eine große Solaranlage.
Im April 1996 endete der Verkehr auf der Strecke auf dem Teilstück Fürstenberg–Templin der Bahnstrecke Britz–Fürstenberg. Bereits im Juni 1996 wurde der Abschnitt zur ersten touristischen Draisinenbahn Deutschlands, die bis 2021 in Betrieb war. Der Startpunkt lag am Weidendamm in Fürstenberg, etwa einen Kilometer vom Bahnhof entfernt. 1999 wurde die Fahrkartenausgabe im Bahnhofgebäude geschlossen.
Der Eisenbahnkorridor Berlin–Rostock wird seit 2005 schrittweise ausgebaut, die Reisegeschwindigkeit erhöht. Im Zuge der Baumaßnahmen wurde von September 2012 bis April 2013 die Nordbahn nördlich von Oranienburg gesperrt. Damit hatte auch der Bahnhof Fürstenberg (Havel) acht Monate lang keinen planmäßigen Zugverkehr. Der Bahnhof Fürstenberg (Havel) wurde noch nicht umgebaut, dies war wie auch der Umbau einiger weiterer größere Stationen für einen späteren Zeitpunkt vorgesehen.
Im Jahr 2017 wurden Empfangsgebäude, Bahnsteige und einige Nebengebäude unter Denkmalschutz gestellt. Deswegen musste frühere Umbauplanungen, die unter anderem einen völligen Neubau des Mittelbahnsteigs vorsahen, komplett überarbeitet werden.
Mit den Änderungen der Umbaupläne wurde die Verzögerung beim Start des Umbaus begründet. Ursprünglich sollte der Umbau in den Jahren 2020/21 stattfinden, nun wird mit einem Baubeginn nicht vor 2025 gerechnet. Die Bahnsteige sollen barrierefrei zugänglich werden, nach Planungen aus dem Jahr 2019 ist ein prinzipieller Erhalt des Mittelbahnsteigs und der Bau von Rampen geplant.

## Anlagen

### Denkmalschutz

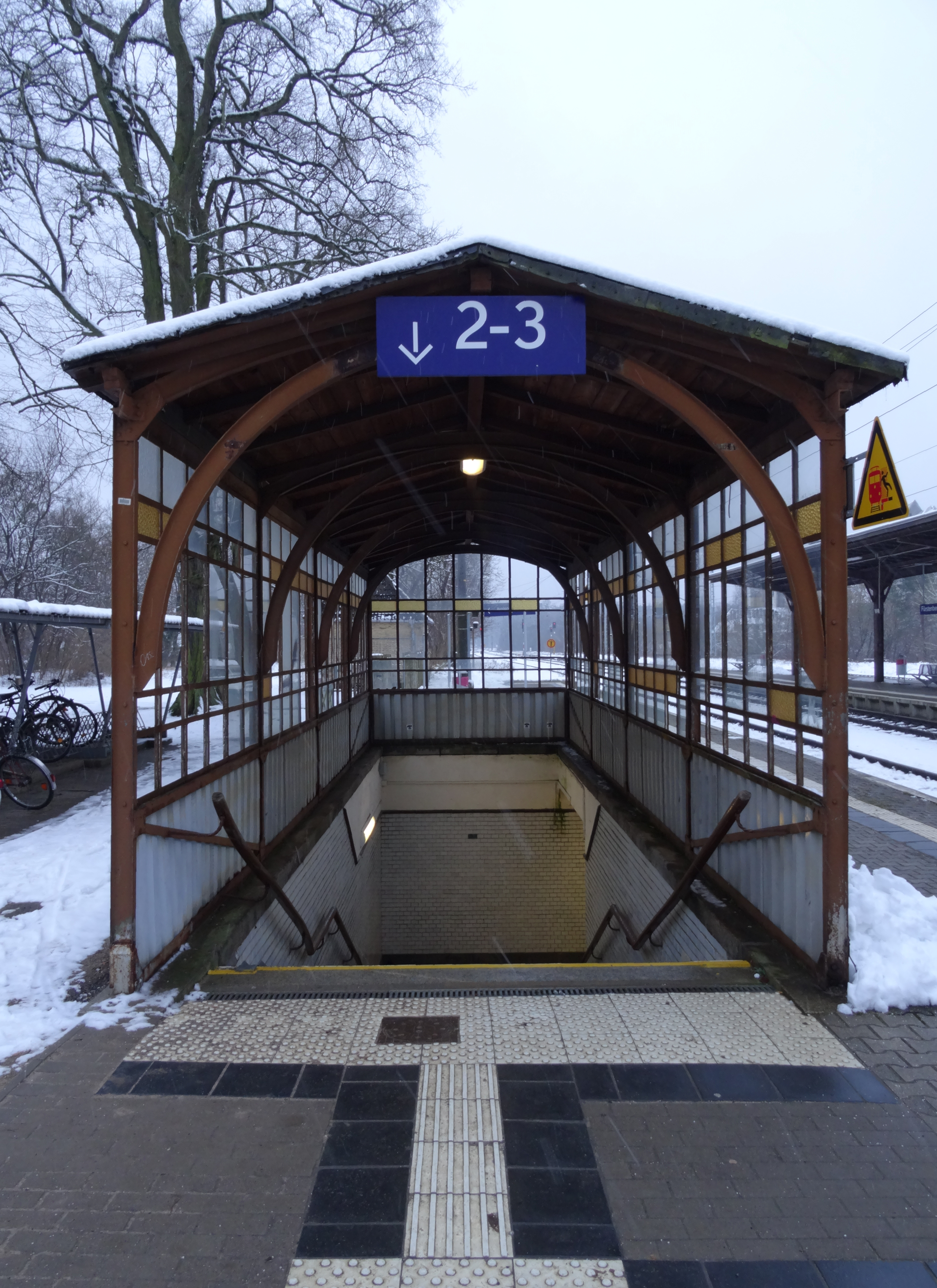
Zugang im Art-déco-Stil zum Bahnsteigtunnel

Der Bahnhof „bestehend aus Bahnhofsempfangsgebäude, Hausbahnsteig mit Überdachung, Mittelbahnsteig mit Überdachung und Dienstgebäude, Bahnsteigtunnel, Treppenpavillon über der Tunneltreppe Hausbahnsteig, Wirtschaftsgebäude Bahnsteig 1, Eisenbahnergarten mit dazugehörigem Wirtschaftsgebäude“ steht unter Denkmalschutz. Das Landesdenkmalamt begründet dies sowohl mit der verkehrsgeschichtlichen als auch der bau- und architekturgeschichtlichen, der städtebaulichen sowie „in besonderer Weise“ der sozialgeschichtlichen Bedeutung. In verkehrsgeschichtlicher Hinsicht liegt der Denkmalwert in der Bedeutung des Bahnhofs als Trennungsbahnhof und als Schnittstelle zum Wasserverkehr auf der nahegelegenen Havel, architektonisch in der Kombination der „Architektursprache des stattlichen Bahnhofsgebäudes“, der Bahnsteige mit Funktionsbauten und des Tunnelpavillons. Die sozialgeschichtlicher Bedeutung liegt laut Denkmalgutachten vor allem in der Funktion des Bahnhofs als Zubringer für das Konzentrationslager Ravensbrück. In städtebaulicher Hinsicht hebt das Gutachten die Wirkung des Bahnhofs als Entree zur Stadt hervor.

### Empfangsgebäude

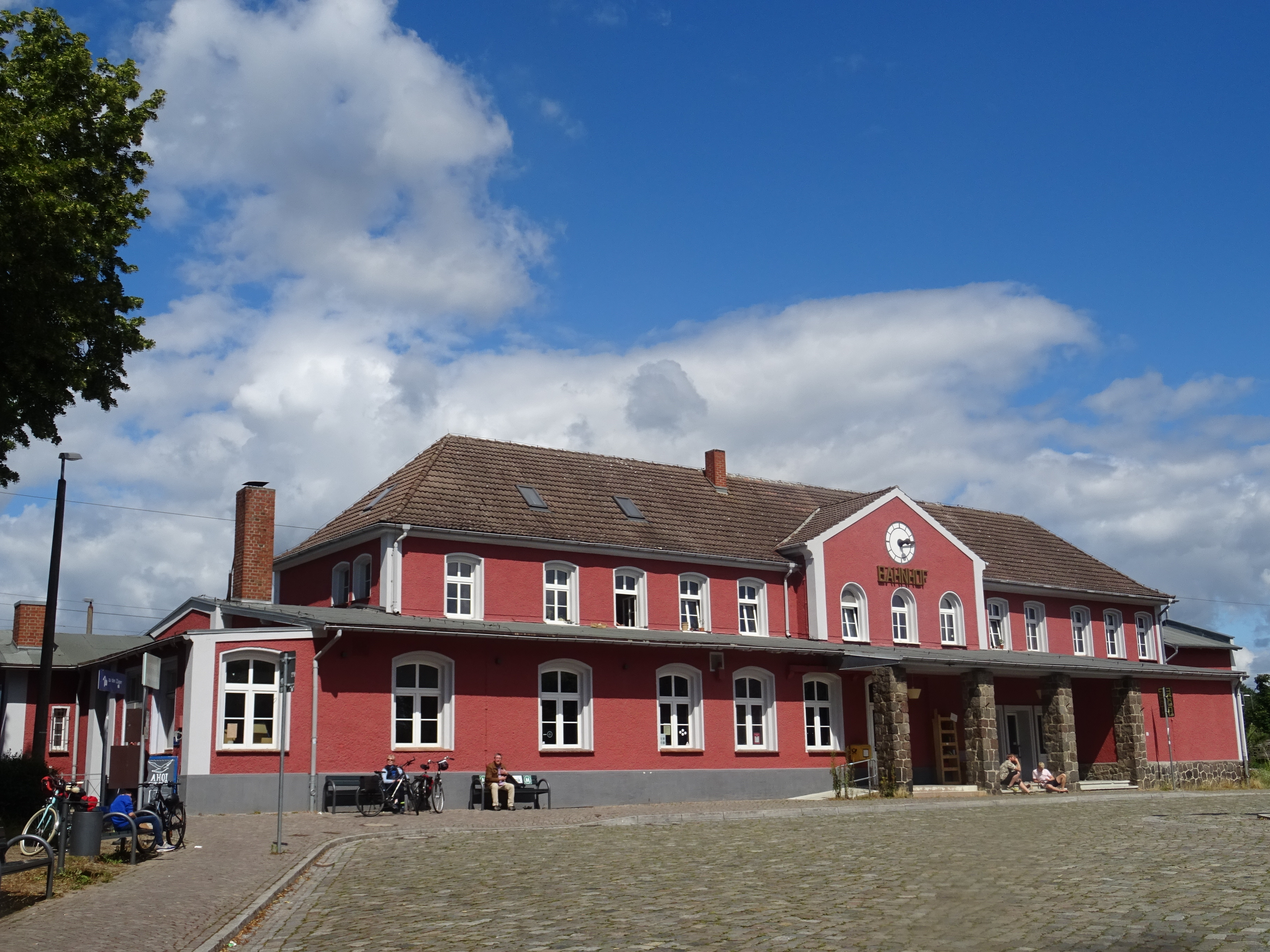
Empfangsgebäude mit Vorplatz

Das Gebäude stammt im Kern aus der Eröffnungszeit der Strecke, wurde aber mehrfach erweitert. Zunächst geschah dies um die Wende zum 20. Jahrhundert mit der Bahnhofserweiterung im Rahmen des Baus der Strecke aus Templin, später in den 1930er Jahren. Es ist ein zweigeschossiger, dreizehnachsiger traufständiger Bau mit Walmdach und prägendem Mittelrisalit. Ein Teil der ursprünglichen Innengestaltung ist enthalten. Nachdem das Bahnhofsgebäude 1999 seine Funktionen in der Fahrgastabfertigung verloren hatte, wurde es weiterhin von einer Gaststätte und für Wohnzwecke genutzt.
Das Gebäude befindet sich seit Anfang 2015 in Privatbesitz. 2016 wurde die Fassade des Gebäudes saniert und mit einem neuen Anstrich versehen. Das Bahnhofsgebäude dient Wohnzwecken und wird für künstlerische Aktionen genutzt. In der Eingangshalle finden wechselnde Veranstaltungen statt, unter anderem nutzt sie ein von Daniel Domscheit-Berg gegründeter Verein als „Verstehbahnhof“ für Bildungsprojekte für Kinder und Jugendliche. Im südlichen Gebäudeteil befindet sich ein Café.

### Bahnsteige und Zugänge

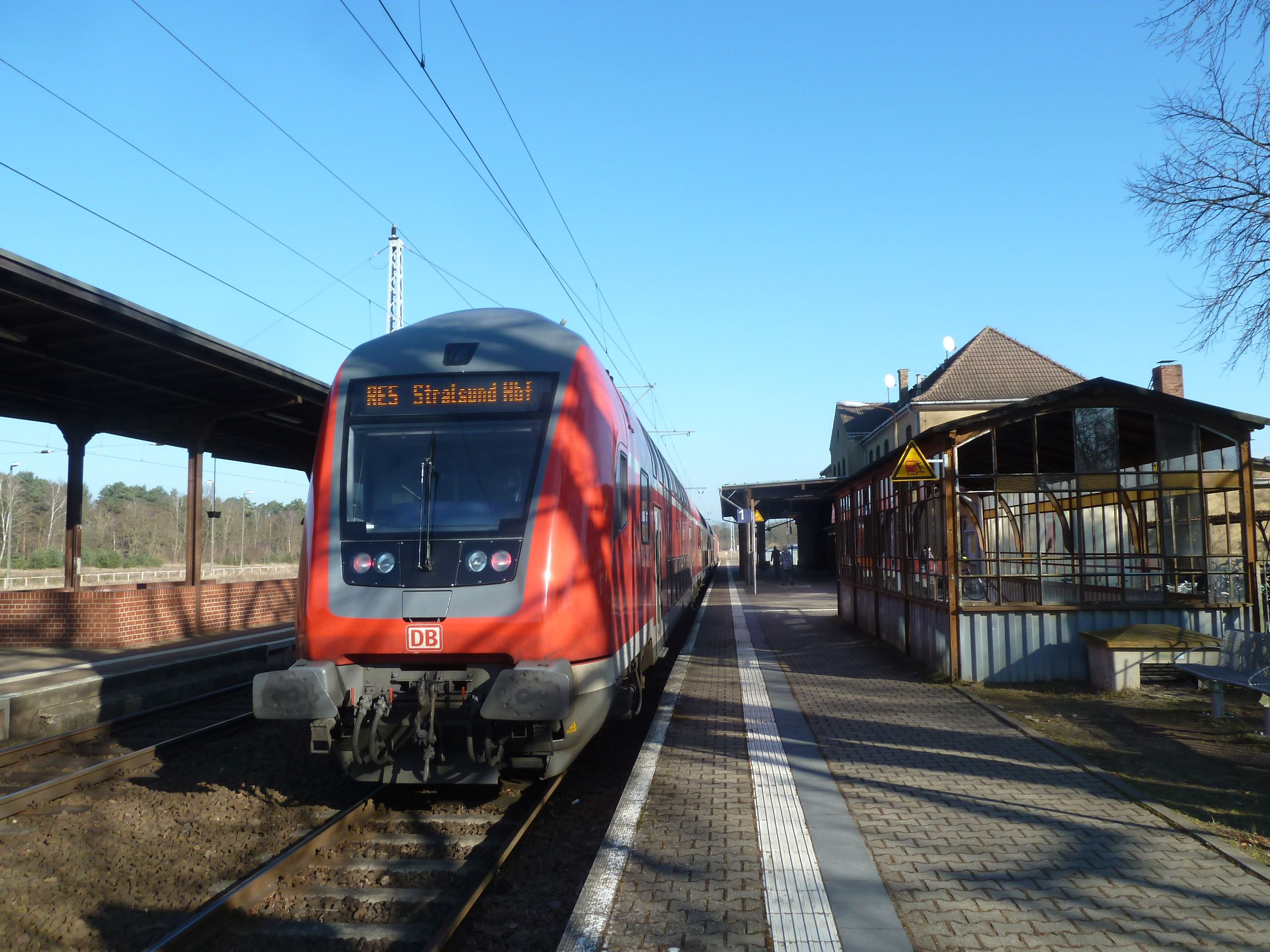
Zug am Hausbahnsteig (2015)

Am Empfangsgebäude befindet sich der Hausbahnsteig mit hölzerner Bahnsteigüberdachung. Der Hausbahnsteig ist direkt vom Bahnhofvorplatz aus zu erreichen. Er besitzt noch ein komplett aus Holz bestehendes Bahnsteigdach, das auf neun Holzsäulen an der Gleisseite mit von ihnen zur Hauswand führenden Holzbalken gestützt ist.
Vom Zugang südlich des Empfangsgebäudes führt eine Unterführung, die nur über Treppen zugänglich ist, auf den Mittelbahnsteig. Die Unterführung ist auf der Seite des Hausbahnsteigs mit einem Treppenpavillon aus Glas und Stahl im Art-déco-Stil wettergeschützt. Die Bahnsteigüberdachung auf einer stählernen Säulenreihe stammt vermutlich aus den 1930er Jahren.
Während bis Mitte der 2010er Jahre der Hausbahnsteig teilweise von den Zügen in Richtung Norden bedient wurden, hielten in den Folgejahren alle Züge am Mittelbahnsteig. Dies stieß in der Region auf Kritik, da es keinerlei barrierefreien Zugang zu den Zügen gibt. Die Deutsche Bahn begründete den Wegfall der Halte am Hausbahnsteig mit einem schadhaften Bahnsteigdach. Bei einem Arbeitseinsatz im Juni 2020 säuberten Freiwillige den südlichen Teil des Hausbahnsteigs außerhalb des Bahnsteigdachbereichs von Bewuchs, der ausreichend lang für die heutigen Reisezüge ist. Die DB kündigte darauf an, im Herbst 2020 das Bahnsteigdach zu sanieren. Im November 2020 fanden erste vorbereitende Arbeiten statt, bis zum Fahrplanwechsel im Dezember war jedoch noch keine Klarheit über eine künftigen Halt der Züge am Hausbahnsteig.

### Gleisanlagen

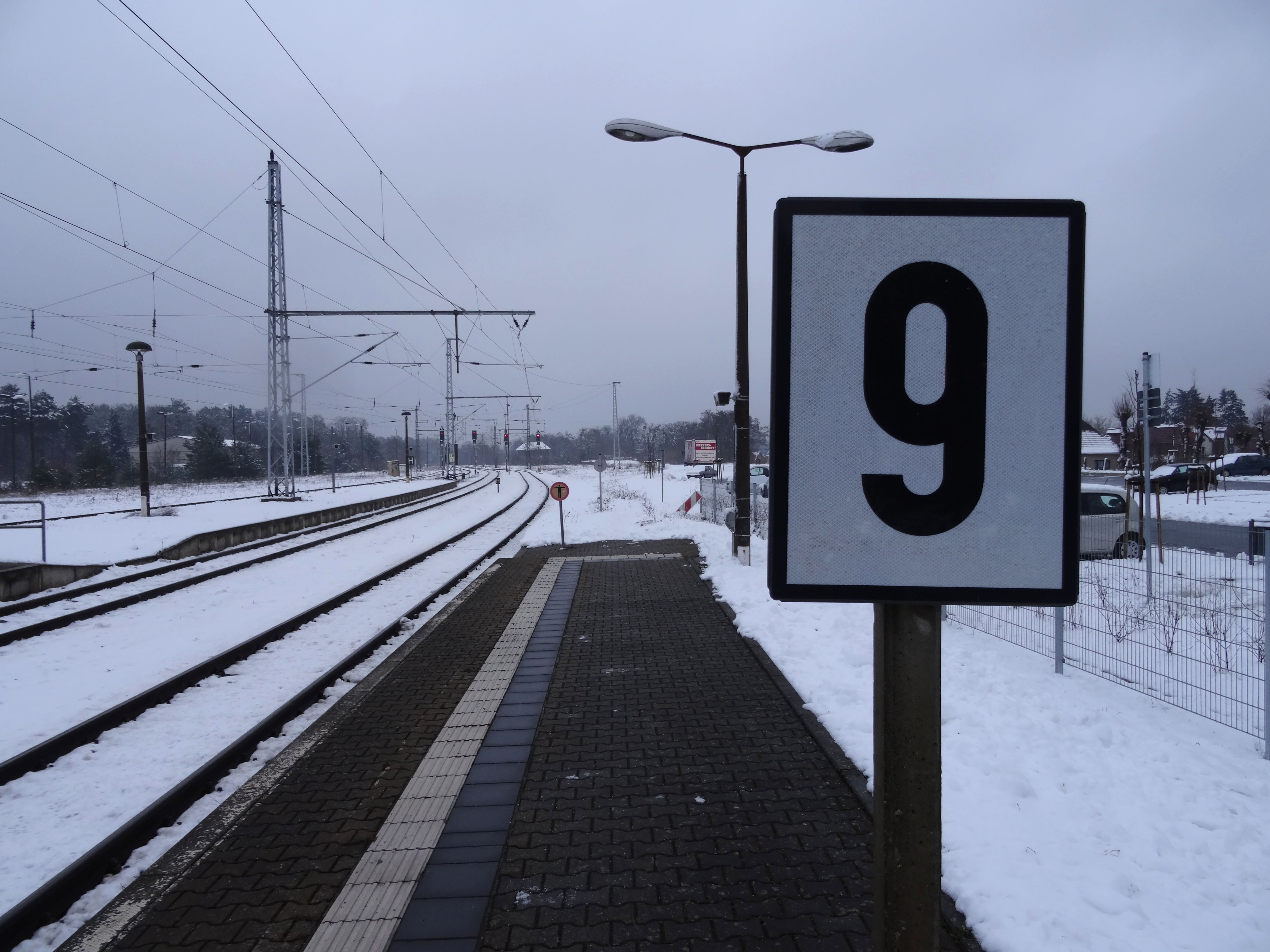
Blick vom Hausbahnsteig zur nördlichen Ausfahrt

Der Bahnhof besitzt ein Bahnsteiggleis am Haus- und zwei Gleise am Mittelbahnsteig. Westlich davon schlossen sich die Anlagen für den Güterverkehr mit ehemals sechs durchgehenden Gleisen an. Nördlich der Bahnsteige zweigte das Gleis der Strecke nach Templin Richtung Osten ab. Eine nach dem Zweiten Weltkrieg gebaute Verbindungskurve noch im Bahnhofsbereich ermöglichte für den Güter- und Militärverkehr direkte Fahrten Neustrelitz – Templin ohne Fahrtrichtungswechsel. Im Bereich des Gleisdreiecks entstanden auf der Westseite der Hauptbahn umfangreiche Gleisanlagen für einen Gleisjochmontageplatz der Deutschen Reichsbahn. Diese wurden ebenfalls nach 1990 abgebaut. Anschlüsse gab es im auf der Westseite des Bahnhofs Richtung Süden zu einer Getreidemühle (die zu DDR-Zeiten vom VEB Getreidewirtschaft bewirtschaftet wurde) und Richtung Norden für den Staatlichen Forstwirtschaftsbetrieb. Heute ist außer den drei Bahnsteiggleisen nur noch ein weiteres Gleis in Betrieb.
Eine vor allem militärisch wichtige Fabrik im Südosten der Stadt konnte aufgrund der Topographie nicht direkt vom Bahnhof Fürstenberg aus bedient werden. Sie erhielt eine Anschlussbahn, die östlich von Ravensbrück von der Strecke aus Templin abzweigte und mittels einer Eisenbahnfähre die Havel überquerte.

### Weitere Bauten

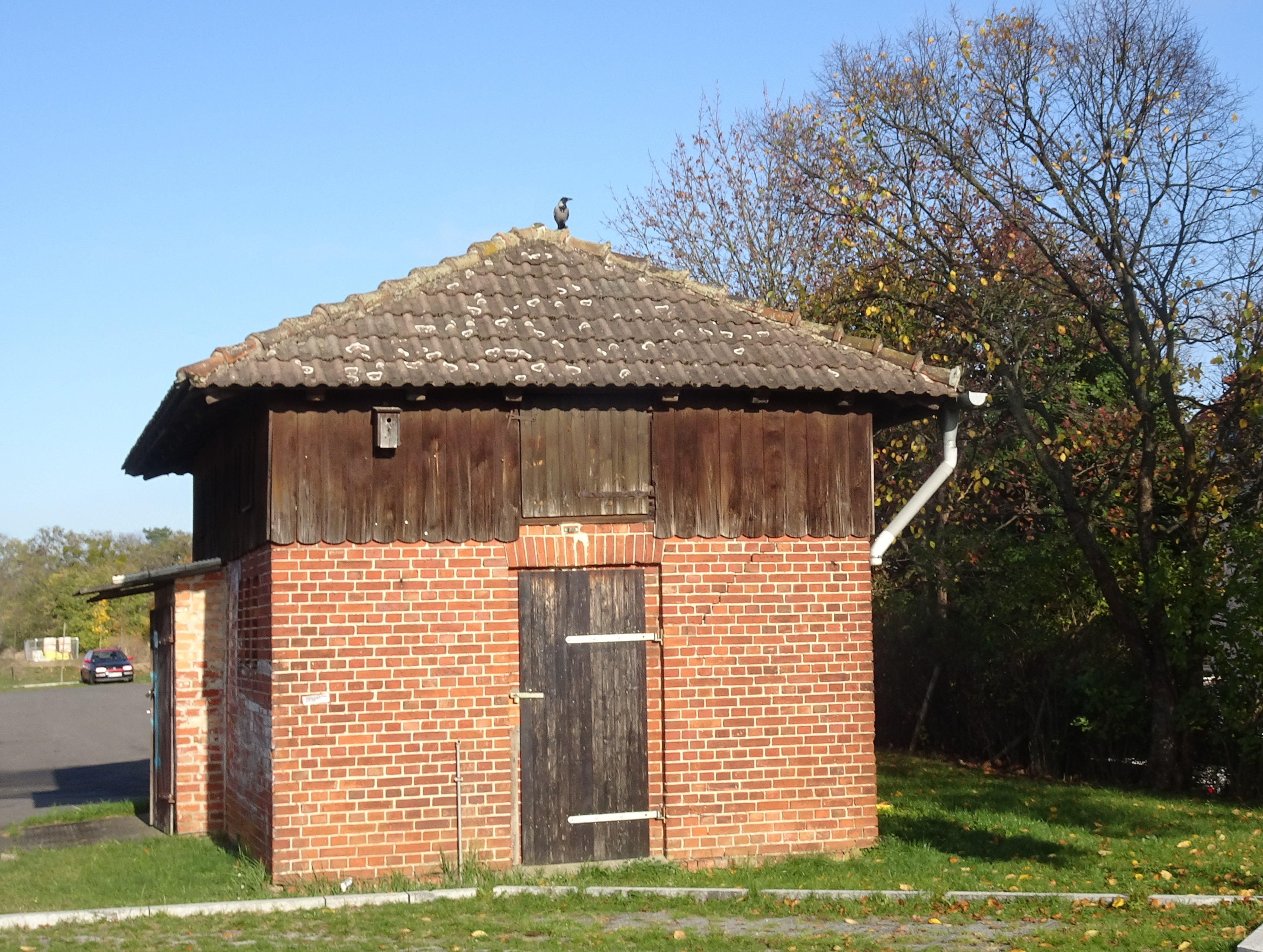
Wirtschaftsgebäude der Eisenbahnergärten

Der Bahnwasserturm stand südlich des Empfangsgebäudes und wurde 2009 abgerissen. Daneben ist ein kleines Wirtschaftsgebäude am Hausbahnsteig erhalten geblieben, es stammt vermutlich aus den 1930er Jahren.
Auf dem nördlichen Teil des Bahnhofsvorplatzes befanden sich Gärten für Eisenbahnmitarbeiter. Hier ist ein kleines Wirtschaftsgebäude erhalten. Auf dem Areal befand sich bis Mitte der 2010er Jahre eine kleine Grünfläche. Es sollte von P & R-Anlage genutzt und das Wirtschaftsgebäude abgerissen werden. Nachdem das Bahnhofsensemble unter Denkmalschutz gestellt worden war, blieb das Gebäude erhalten, und die Parkplätze wurden so geplant, dass teilweise Grünflächen dazwischen verblieben.
Auf dem Mittelbahnsteig blieb ein kleines Aufsichtsgebäude erhalten, das vermutlich aus den 1930er Jahren stammt. Im Inneren sind noch einzelne Elemente aus der Zeit der aktiven Nutzung des Baus vorzufinden, wie etwa ein Schreibpult und ein Aufenthaltsraum.

## Personenverkehr
In den ersten Betriebsjahren hielten zunächst drei Züge pro Tag und Richtung in Fürstenberg, in den folgenden Jahrzehnten wurde das Angebot erweitert.
1939 hielten im Bahnhof je nach Saison zwischen drei und fünf Schnell- und Eilzüge nach Rostock bzw. Stralsund. In alle drei Richtungen verkehrten zwischen acht und zehn Personenzüge am Tag, teilweise durchgehend von Berlin nach Stralsund.
Auch nach 1945 blieb der Bahnhof Halt eines Teils der Fernzüge von Berlin und teilweise von weiter südlich gelegenen Orten an die Ostsee. Im Regionalverkehr verkehrten in den 1970er und 1980er Jahren typischerweise sechs bis acht Zugpaare am Tag in alle drei Richtungen. Eine Besonderheit war ein von Anfang der 1950er Jahre bis 1991 verkehrendes Personenzugpaar mit Halt an fast allen Unterwegshalten, das von Frankfurt (Oder) über Eberswalde, Fürstenberg, Neustrelitz und Güstrow nach Schwerin und zurück. Es diente den Soldaten und Mitarbeitern mehrerer sowjetischer Garnisonen an seinem Laufweg zum Transport aus der und in die Sowjetunion, auch in Fürstenberg waren sowjetische Soldaten stationiert. Er führte aber auch Wagen für den öffentlichen Reiseverkehr in der DDR.

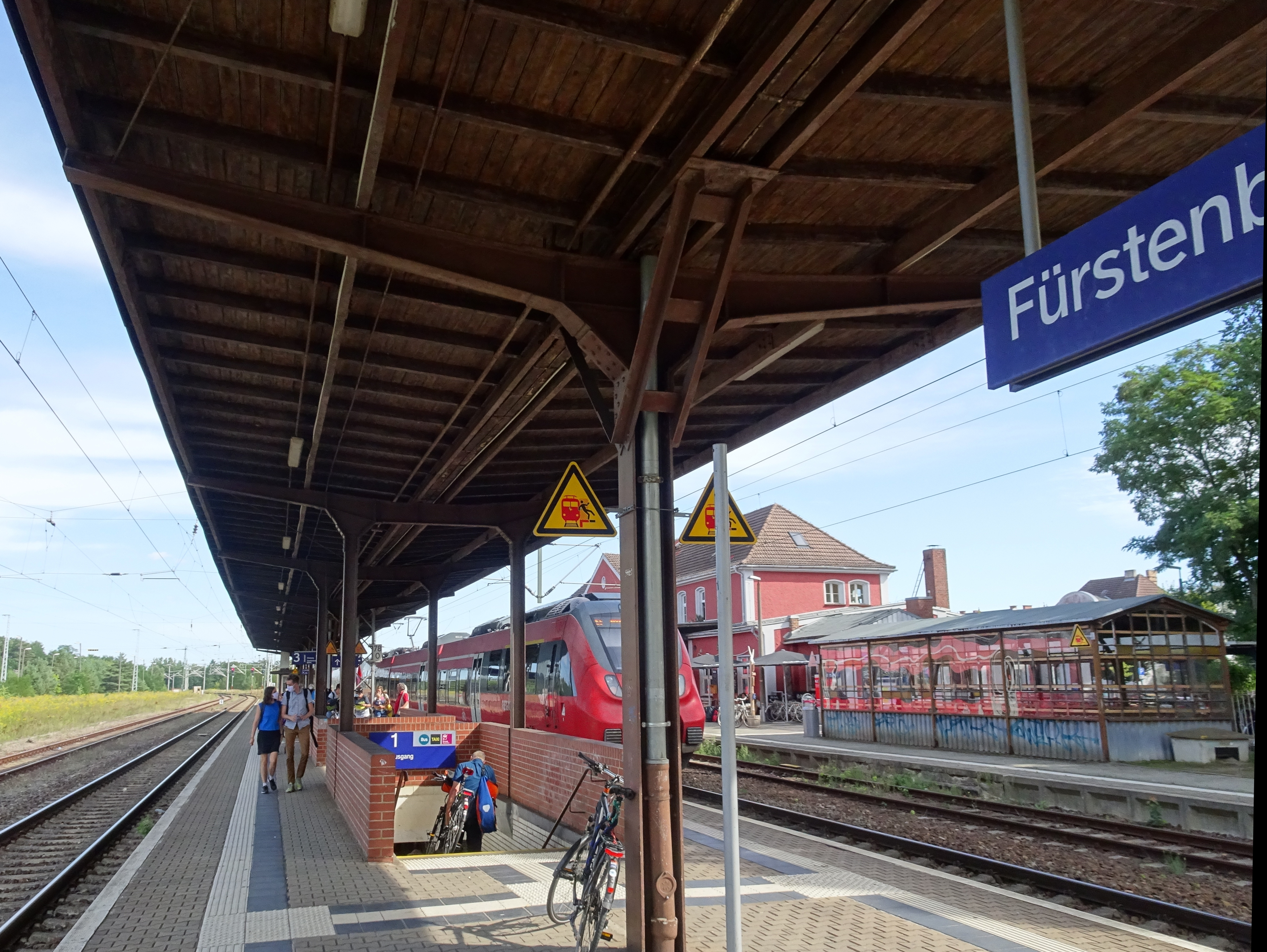
Mittelbahnsteig mit Ausflugszug nach Neustrelitz (2020)

1994 wurde das Zugangebot vertaktet. In Richtung Templin fuhren die Züge in den letzten beiden Fahrplanjahren bis zur Abbestellung des Verkehrs im Jahr 1996 alle zwei Stunden. Auf der Nordbahn bedienten zunächst jeweils alle zwei Stunden eine Regionalbahn Neustrelitz–Oranienburg und ein Eilzug (später Regionalexpress) Stralsund–Berlin den Bahnhof, in späteren Jahren dann ein stündlicher Regionalexpress Stralsund–Berlin. Mit dem Wegfall der (nicht in Fürstenberg haltenden) Interregio-Züge Rostock–Berlin im Jahr 2000 wurde das Angebot neu geordnet: seitdem hält stündlich die Regionalexpress-Linie RE 5 abwechselnd von Rostock und Stralsund kommend im Bahnhof. Die Züge fahren weiter in Richtung Berlin und von dort anschließend zu im Laufe der Jahre wechselnden Zielen südlich von Berlin. Seit Ende 2022 enden sie in Berlin Südkreuz.
Die nach der Jahrtausendwende sporadisch zwischen Berlin und Rostock verkehrenden ICE- und IC-Züge hielten nicht im Bahnhof Fürstenberg. Ebenso wenig wird er vom im Fahrplan 2020 eingeführten, alle zwei Stunden verkehrenden IC-Linie Dresden–Rostock bedient. Die Kommune und der benachbarte brandenburgische Landkreis Uckermark setzen sich für einen Halt dieser Züge in Fürstenberg ein. Der private Fernzug InterConnex Rostock–Berlin–Leipzig(–Gera) hielt von 2002 bis 2005 in Fürstenberg.
Der Bahnhof wird im Stundentakt von der Regional-Express-Linie RE 5 bedient:
| Linie                    | Zuglauf                                                                          | Zuglauf                                | Takt (min)                                                 | EVU              |
| ------------------------ | -------------------------------------------------------------------------------- | -------------------------------------- | ---------------------------------------------------------- | ---------------- |
| RE 5                     | Berlin Südkreuz – Berlin Hbf – Oranienburg – Fürstenberg (Havel) – Neustrelitz – | Waren (Müritz) – Güstrow – Rostock Hbf | 60 (Berlin-Südkreuz–Neustrelitz) 120 (Rostock / Stralsund) | DB Regio Nordost |
| RE 5                     | Berlin Südkreuz – Berlin Hbf – Oranienburg – Fürstenberg (Havel) – Neustrelitz – | Neubrandenburg – Stralsund Hbf         | 60 (Berlin-Südkreuz–Neustrelitz) 120 (Rostock / Stralsund) | DB Regio Nordost |
| Stand: 15. Dezember 2024 |                                                                                  |                                        |                                                            |                  |

Hinzu kommt ein Ausflugszugpaar von Berlin über Fürstenberg nach Neustrelitz an Wochenenden in der Sommersaison.
Vom Bahnhofsplatz verkehren verschiedene Buslinien der Uckermärkischen und der Oberhavel Verkehrsgesellschaft, unter anderem nach Zehdenick über Bredereiche, nach Templin über Lychen und nach Neuglobsow. Teilweise als Rufbus.